# 杜詠心
杜詠心（英語：Christie To WIng Sum，？—），香港粵劇女演員（生角），後亦擔任編劇及舞臺監督工作。香港八和會館第40屆理事。 

## 演藝經歷
杜詠心生於1990年代，有指她於加拿大出生，祖籍潮州。其母杜韋秀明為香港八和會館第40屆副主席、粵劇團班主、班政家，杜詠心早於4歲時已開始演出粵劇，童年時時於課餘時間客串演出，並拜名伶李龍為師，專工生角。
杜詠心自小於國際學校讀書。大學時期就讀於香港中文大學中醫學系，後成為香港註冊中醫（註冊編號：007607）。後再遙距修讀了一所意大利院校的藝術及文化管理碩士課程。
以往常參與李龍組建的龍嘉鳳劇團、龍騰燕劇團的演出。後活躍於母親杜韋秀明組建的香港青苗粵劇團（受資助、非牟利）、詠雛昇劇團。2019年西九文化區戲曲中心開始運作後，她便成為茶館新星劇團的演員之一。
後亦擔任編劇，包括編撰粵劇新劇目，及以粵劇為題材的舞臺劇，亦擔任舞臺監督工作。
她亦曾參與一些跨界別合作表演，包括與樂隊Dear Jane合作演出流行歌曲《銀河修理員》的粵劇版MV，與無伴奏合唱劇團「一舖清唱」合作演出《庵藏不露》。
2023年7月，香港粵劇業界主要組織香港八和會館第40屆理事會選舉中，她首次當選該會理事。

## 演出作品

### 粵劇
| 年份     | 劇團/團體                | 劇目           | 角色   | 備註/來源                           |
| -------- | ------------------------ | -------------- | ------ | ----------------------------------- |
| 童年     |                          | 白兔會         | 咬臍郎 | [ 3 ] [ 4 ]                         |
| 童年     |                          | 小甘羅拜相     |        | [ 3 ] [ 4 ]                         |
| 2009     |                          | 無情寶劍有情天 | 韋重輝 | [ 3 ]                               |
|          |                          | 哪吒           |        | [ 3 ]                               |
|          |                          | 紅孩兒         |        | [ 3 ]                               |
|          |                          | 甘羅拜相       |        | [ 3 ]                               |
|          |                          | 忠魂長照潞安州 |        | [ 3 ]                               |
|          |                          | 小白龍         |        | [ 3 ]                               |
| 2015     | 詠雛昇劇團               | 帝女花         | 周世顯 | [ 8 ]                               |
| 2018     | 御玲瓏粵劇團、東昇粵劇團 | 三界           |        | [ 16 ]                              |
| 2019     | 香港青苗粵劇團           | 官門家事       | 官錦松 | [ 17 ]                              |
| 2022     | 香港青苗粵劇團           | 大鬧廣昌隆     | 劉君獻 | [ 7 ]                               |
| 2023     | 龍的藝術社、詠雛昇劇團   | 大鬧廣昌隆     | 劉君獻 | [ 18 ]                              |
| 長期持續 | 香港梨園舞台             |                |        | 元朗劇院場地伙伴計劃─北地異彩群星會 |
| 長期持續 | 生輝粵劇研究中心         |                |        | 屯門場地伙伴計劃─威武英姿薪火傳     |
| 2024     | 龍飛戲曲推廣協會         | 狄仁傑之黑狐曲 | 狄仁傑 | 恭賀戲曲中心五周年特別項目          |
| 2024     | 生輝粤劇研究中心有限公司 | 威武英姿薪火傳 |        | 場地支援、藝術教育及社區推廣        |
| 2024     | 采泠薈                   | 長坂坡         |        | [ 25 ]                              |

### 其他
- 2003年：舞臺劇《寒江釣雪》[3]
- 2020年：《銀河修理員》粵劇版MV（Samsung Galaxy S20系列5G手機推廣企劃）[13]
- 2022年：音樂劇《立雪虎度門》
- 2023年：無伴奏合唱劇場《庵藏不露》（飾女旦平平公主）[14][註 2]

## 編劇作品

### 新編粵劇
- 《御前神騙》[8][7]
- 《黥僕》[8]
- 《夜光杯》[7]
- 《鬼谷門生》[1][7]

### 舞臺劇
- 短篇音樂劇《梨．圓夢》[11][8][7]
- 音樂劇《立雪虎度門》（兼演出）[7]

## 備註
1. ↑  據香港中醫藥管理委員會網站[9]之註冊中醫名單搜尋結果。
2. ↑  《庵藏不露》以《帝女花．庵遇》為骨幹創作，平平公主影射長平公主，為杜詠心罕有的花旦演出。

## 外部連結
- 杜詠心的Instagram帳戶